# Ніколас Емеріх, Інквізитор
«Ніколас Емеріх, Інквізитор» (італ. Nicolas Eymerich, inquisitore) — науково-фантастичний роман 1994 року італійського письменника Валеріо Еванджелісті, перший з серії романів про інквізитора Ніколаса Емеріха.
Перший наративний твір, опублікований Валеріо Еванджелісті (незважаючи на те, що він уже написав два інші романи з серії про Ніколаса Емеріха), найкращий зразок «серійного» написання болонського автора. Зазвичай романи про Емеріха структуровані безліччю сюжетів (у даному випадку трьома), один з яких завжди розгортається в європейському середньовіччі (і саме той, що розповідає про дослідження інквізитора Еймеріха), інші, як правило, мають більш науково-фантастичний характер, відбуваються а сучасну епоху або в більш-менш віддаленому майбутньому.
Лауреат премії Уранії, це був перший роман алеріо Еванджелісті, який раніше публікував переважно історичні нариси.

## Сюжет
«Ніколас Еймеріх, інквізитор» розповідає три пов’язані між собою історії. Першою і найважливішою є історія про призначення домініканського монаха Ніколаса (або Ніколау) Еймеріха генеральним інквізитором Арагонського королівства у середині XIV століття; Емеріх, який невтомно намагається отримати остаточне підтвердження свого призначення, повинен розслідувати таємничу секту неоязичників культу богині Діану, які проникли до Арагонського двору Сарагоси.
Другий сюжет — це історія фізика Маркуса Фрулліфера, який розробляє наукову теорію, здатну пояснити паранормальні явища й водночас дозволити міжзоряні подорожі; інша, розгорнута на два століття в майбутньому, подорож космічного корабля «Мальпертос» на забуту планету, де все ще проявляється богиня Діана.
Всі три події пов’язані одна з одною: відкриття Фрулліфера в перші роки XXI століття дозволяють здійснити подорож «Мальпертоса», а завершення цієї подорожі збігається з розгромом язичницької секти Емеріхом (оскільки подорож у простір космічного корабля збігається з подорожжю у минуле).